# Коваль Віктор Савович
Віктор Савович Коваль (10 червня 1925, Київ — січень 2014, Київ) — український історик, дослідник історії Другої світової війни, української проблематики у міжнародних відносинах у 1939–1945 роках, національно-визвольної боротьби ОУН-УПА, кандидат історичних наук.

## Біографія
Народився 10 червня 1925 року в Києві.
1949 року закінчив факультет міжнародних відносин Київського державного університету.
У 1949–1957 роках викладав у школі.
У 1957–1958 роках — бібліограф відділу загальної історії, у 1958–1963 роках — молодший науковий співробітник, старший науковий співробітник відділу загальної історії і міжнародних відносин, у 1963–1999 роках — старший науковий співробітник відділів нової та новітньої історії зарубіжних країн, спеціальних історичних дисциплін Інституту історії України НАН України.
1959 року в Інституті історії АН УРСР, по монографії «Боротьба в США з питань політики щодо СРСР в роки Великої Вітчизняної війни (липень 1942 р. — червень 1943 р.)», захистив кандидатську дисертацію.

## Наукова діяльність
Сфера наукових досліджень — Друга світова війна. Напрями:
- політика і стратегія США;
- Україна у міжнародних відносинах;
- політика і стратегія Німеччини;
- національно-визвольна боротьба ОУН-УПА.

Перші три напрями досліджень представлені в працях вченого в радянський період його творчості. В них іноді висловлювалися нетрадиційні для радянської історіографії погляди й судження. В одній із праць у 1963 році вказав, що український уряд Я. Стецька був створений у 1941 році всупереч волі німців. В 1979 році вперше у своїй монографії згадав про протокол до радянсько-німецького пакту про ненапад. В праці «США во второй мировой войне» (Київ, 1976) доводив, що США не чекали взаємного виснаження сторін у німецько-радянській війні, як це твердила радянська історична наука. У червні 1991 року підготував для Верховної Ради УРСР довідку про ОУН і УПА, в якій показав, що бійці УПА вели визвольну боротьбу. Брав участь у колективних працях:
- «Українська РСР у Великій Вітчизняній війні Радянського Союзу, 1941—1945 рр.» (томи 1-3. — Київ, 1967);
- «Україна і зарубіжний світ» (Київ, 1970);
- «Історія Української РСР» (у 8 томах, 10 книг — том 7. — Київ, 1977, співавтор);
- «История Украинской ССР» (в 10 томах — том 8. — Київ, 1984, заступник відповідального редактор, співавтор);
- «Международная солидарность в борьбе против фашизма» (в 4-х томах — том 2. — Київ, 1986).

### Основні праці
- Політична історія України XX століття.: У 6 томах — том 4: Україна у Другій світовій війні (1939—1945). — Київ, 2003 (у співавторстві);
- Довкола радянсько-польської війни 1939 року. — Київ, 1991;
- Путь к Бабьему яру. Германский антисемитизм: история, теория, политика. — Київ, 1991;
- Радянсько-німецький пакт. — Київ, 1989;
- «Барбаросса»: истоки и история величайшего преступления империализма. — Київ, 1982; видання 2-е. — Київ, 1989;
- Политика и стратегия США во второй мировой войне: Проблема парирования угрозы из Европы до перелома в войне. — Київ, 1987;
- Возз'єднання західноукраїнських земель та міжнародні відносини, 1939—1941. — Київ, 1979;
- США во второй мировой войне: некоторые проблемы внешней политики, 1939—1941. — Київ, 1976;
- Подвиг народний: Україна у Великій Вітчизняній війні. — Київ, 1970;
- Міжнародний імперіалізм і Україна, 1941—1945. — Київ, 1966;
- Они хотели украсть у нас победу: Очерки внешней политики США во второй мировой войне, 1939 — VI.1943. — Київ, 1964;
- В роки фашистської навали: Україна в міжнародних відносинах у період Великої Вітчизняної війни. — Київ, 1963;
- Правда о заговоре против Гитлера 20 июля 1944 г. — Київ, 1960.